# Frans voetbalkampioenschap 1956/57
In 1956/57 werd het negentiende professionele voetbalkampioenschap georganiseerd in Frankrijk.

## Eindstand
| Plaats | Club                   | Ptn | Wed | W  | G  | V  | DV | DT | DS  | Opmerking                  |
| ------ | ---------------------- | --- | --- | -- | -- | -- | -- | -- | --- | -------------------------- |
| 1      | AS Saint-Etienne       | 49  | 34  | 20 | 9  | 5  | 88 | 45 | +43 | Kampioen Europacup I       |
| 2      | RC Lens                | 45  | 34  | 21 | 3  | 10 | 77 | 49 | +28 |                            |
| 3      | Stade de Reims         | 43  | 34  | 18 | 7  | 9  | 73 | 47 | +26 |                            |
| 4      | RC Paris               | 42  | 34  | 17 | 8  | 9  | 86 | 55 | +31 |                            |
| 5      | AS Monaco              | 40  | 34  | 17 | 6  | 11 | 57 | 44 | +13 |                            |
| 6      | Olympique de Marseille | 39  | 34  | 16 | 7  | 11 | 60 | 53 | +7  |                            |
| 7      | FC Sochaux-Montbéliard | 33  | 34  | 14 | 5  | 15 | 63 | 62 | +1  |                            |
| 8      | Toulouse FC            | 32  | 34  | 12 | 8  | 14 | 61 | 49 | +12 | (Winnaar Coupe de France)  |
| 9      | UA Sedan-Torcy         | 32  | 34  | 9  | 14 | 11 | 51 | 59 | -8  |                            |
| 10     | Nîmes Olympique        | 31  | 34  | 13 | 5  | 16 | 52 | 56 | -4  |                            |
| 11     | Angers SCO             | 31  | 34  | 10 | 11 | 13 | 42 | 51 | -9  |                            |
| 12     | Olympique Lyonnais     | 30  | 34  | 13 | 4  | 17 | 45 | 53 | -8  |                            |
| 13     | OGC Nice               | 30  | 34  | 11 | 8  | 15 | 59 | 72 | -13 |                            |
| 14     | US Valenciennes-Anzin  | 29  | 34  | 10 | 9  | 15 | 43 | 72 | -29 |                            |
| 15     | FC Metz                | 28  | 34  | 9  | 10 | 15 | 51 | 58 | -7  |                            |
| 16     | Stade Rennais UC       | 27  | 34  | 11 | 5  | 18 | 36 | 63 | -27 | Degradatie naar Division 2 |
| 17     | RC Strasbourg          | 26  | 34  | 9  | 8  | 17 | 43 | 66 | -23 | Degradatie naar Division 2 |
| 18     | FC Nancy               | 25  | 34  | 8  | 9  | 17 | 43 | 76 | -33 | Degradatie naar Division 2 |

(Overwinning:2 ptn, gelijk:1 pt, verlies:0 ptn)

## Topschutters
| Plaats | Speler            | Nat.                                | Club                   | Goals |
| ------ | ----------------- | ----------------------------------- | ---------------------- | ----- |
| 1      | Thadée Cisowski   | Vlag van Frankrijk · Vlag van Polen | RC Paris               | 33    |
| 2      | Just Fontaine     | Vlag van Frankrijk                  | Stade de Reims         | 30    |
| 3      | Egon Jonsson      | Vlag van Zweden                     | RC Lens                | 29    |
| -      | Eugène Njo-Léa    | Vlag van Frankrijk                  | AS Saint-Etienne       | 29    |
| 5      | Rachid Mekloufi   | Vlag van Frankrijk                  | AS Saint-Etienne       | 25    |
| 6      | Gunnar Andersson  | Vlag van Zweden                     | Olympique de Marseille | 23    |
| 7      | Hassan Akesbi     | Vlag van Marokko                    | Nîmes Olympique        | 20    |
| 8      | Maryan Wisnieski  | Vlag van Frankrijk                  | RC Lens                | 17    |
| -      | Pierre Grillet    | Vlag van Frankrijk                  | RC Paris               | 17    |
| -      | René Gardien      | Vlag van Frankrijk                  | FC Sochaux-Montbéliard | 17    |
| 11     | Eduardo Di Loreto | Vlag van Argentinië                 | Toulouse               | 16    |
| 12     | Célestin Oliver   | Vlag van Frankrijk                  | UA Sedan-Torcy         | 15    |
| -      | Ginès Liron       | Vlag van Frankrijk                  | FC Sochaux-Montbéliard | 15    |

1932/33 · 1933/34 · 1934/35 · 1935/36 · 1936/37 · 1937/38 · 1938/39 · 1939/40 · 1940/41 · 1941/42 · 1942/43 · 1943/44 · 1944/45 · 1945/46 · 1946/47 · 1947/48 · 1948/49 · 1949/50 · 1950/51 · 1951/52 · 1952/53 · 1953/54 · 1954/55 · 1955/56 · 1956/57 · 1957/58 · 1958/59 · 1959/60 · 1960/61 · 1961/62 · 1962/63 · 1963/64 · 1964/65 · 1965/66 · 1966/67 · 1967/68 · 1968/69 · 1969/70 · 1970/71 · 1971/72 · 1972/73 · 1973/74 · 1974/75 · 1975/76 · 1976/77 · 1977/78 · 1978/79 · 1979/80 · 1980/81 · 1981/82 · 1982/83 · 1983/84 · 1984/85 · 1985/86 · 1986/87 · 1987/88 · 1988/89 · 1989/90 · 1990/91 · 1991/92 · 1992/93 · 1993/94 · 1994/95 · 1995/96 · 1996/97 · 1997/98 · 1998/99 · 1999/00 · 2000/01 · 2001/02 · 2002/03 · 2003/04 · 2004/05 · 2005/06 · 2006/07 · 2007/08 · 2008/09 · 2009/10 · 2010/11 · 2011/12 · 2012/13 · 2013/14 · 2014/15 · 2015/16 · 2016/17 · 2017/18 · 2018/19 · 2019/20 · 2020/21 · 2021/22 · 2022/23 · 2023/24 · 2024/25